# Abbaye de Masevaux
L'abbaye de Masevaux est un monument historique situé à Masevaux, dans le département français du Haut-Rhin en région Grand Est.

## Localisation
Ce bâtiment est situé au 9, place des Alliés à Masevaux.

## Historique
La chapelle fait l'objet d'un classement au titre des monuments historiques depuis 1898.